# Clinocera thompsoni
Clinocera thompsoni är en tvåvingeart som beskrevs av Jones 1940. Clinocera thompsoni ingår i släktet Clinocera och familjen dansflugor.
Artens utbredningsområde är Kenya. Inga underarter finns listade i Catalogue of Life.